# Castell de Sant Guim de la Plana
El castell de Sant Guim de la Plana és un edifici de Sant Guim de la Plana (Segarra) inclòs a l'Inventari del Patrimoni Arquitectònic de Catalunya.

## Descripció
Aquest antic castell, avui utilitzat com a habitatges, dona la benvinguda al poble de Sant Guim de la Plana. Els tres contraforts de la façana principal i la petita elevació en què es troba, li confereixen una imatge molt sòbria i estàtica. És un edifici que consta d'una planta baixa, a través de la qual podem accedir als tres habitatges moderns en què està dividit, i una primera planta.
Accedim en cadascun d'aquest habitatges a través d'una petita rampa, en el cas del central d'un tram d'escales, per salvaguardar el desnivell existent entre l'edifici i el nivell de carrer. Totes les obertures que trobem en el mur són modernes, no obstant la porta central d'aquest edifici conserva encara l'arc de mig punt i en el cas de la resta es manté l'arc rebaixat.
A la primera planta podem observar-hi set obertures rectangulars modernes, quatre de les quals tenen balcó amb barana de forja i la resta són finestres de diferets dimensions. Pren especial rellevància una d'aquestes portes balconeres que s'obra al bell mig del contrafort central.
Aquesta façana principal ha estat molt intervinguda al llarg dels anys, fins i tot a l'extrem nord-est hi trobem adossat un edifici de construcció actual, que complementa un dels habitatges.
La façana est presenta una porta central d'arc rebaixat flanquejada per dues finestres rectangulars i una primera planta amb dues finestres rectangulars modernes.
Aquesta construcció presenta filades de petits carreus irregulars de pedra, que testimonien les diverses intervencions que ha sofert l'edifici.

## Història
Apareix documentat el 1161 quan la població formava part del terme del castell del Llor. Anys més tard, va pertànyer al llinatge de Sacirera i finalment als marquesos de Santa Maria de Barberà.